# Phare de Marjaniemi
Le phare de Marjaniemi (en finnois : Marjaniemen majakka) est un phare situé sur l'île d'Hailuoto dans le golfe de Botnie, dans le village de Marjaniemi  en Ostrobotnie du Nord, en Finlande.

## Histoire
Ce feu, mis en service en 1872, est situé sur un cap à l'extrémité ouest de l'île Hailuoto. Il est situé à environ 50 km à l'ouest d'Oulu. Le phare a été précédé par une série d'amers. Il a été conçu par l'architecte finlandais Axel Hampus Dalström.
À l'origine, la lumière était équipée d'un système rotatif à lentille de Fresnel. Il y avait deux gardiens de phare et un chef gardien jusqu'en 1962 quand le phare a été automatisé. Le phare abrite également un feu à secteurs plus petit qui sert à guider les navires vers et depuis le port de pêche. Aujourd'hui, le phare abrite également une webcam.
Cette belle tour est un du plus vieux phares accessibles et des mieux connus de la Finlande du nord. Le phare est visitable durant l'été et sa galerie est accessible par un excalier intérieur de 110 marches.

## Description
Le phare  est une tour cylindrique en maçonnerie de 20 mètres de haut, avec une galerie et une lanterne. La tour est peinte en blanc et la lanterne est rouge avec un dôme vert. Il émet, à une hauteur focale de 25 mètres, deux éclat blancs, toutes les 20 secondes. Sa portée nominale est de 19 milles nautiques (environ 35 km).
Identifiant : ARLHS : FIN028 - Amirauté : C41442.1 - NGA : 18452 .
|          |
| Le phare |

|          |
| Le phare |

### Lien connexe
- Liste des phares de Finlande